# Man Group
Man Group plc er en britisk investeringsforvalter, der er baseret i London. De udbyder en række fonde til private og institutionelle investorer. Det er verdens største børsnoterede hedgefond, og de har aktiver under forvaltning for 151,4 mia. USD (2022).
Virksomheden blev etableret af James Man i 1783 som et sukker cooperage og brokerage, baseret i Harp Lane i Billingsgate, London.